# 曾獲大英帝國勳章人士名單
下表列出曾獲大英帝國勳章的部份知名人士。內閣辦公室每年都會公佈一份「新年授勳名單」和「英女皇壽辰授勳名單」，內裡列出新獲勳人士所得的勳銜。獲勳者並非在名單公佈時獲勳，而是在事後才獲勳的。「新年授勳名單」一般在每年元旦前後公佈，而「英女皇壽辰授勳名單」則在每年6月初公佈。

## 曾獲勳的華人

### GBE勳銜
- 簡悅強爵士（1979年獲勳），香港前行政立法兩局首席非官守議員，東亞銀行前主席。他早於1959年獲OBE，1967年又獲CBE，1972年獲冊封下級勳位爵士。
- 鍾士元爵士（1989年獲勳），香港前行政立法兩局首席非官守議員和前行政會議召集人。他早於1968年獲OBE，1978年又獲CBE。[1] 1978年獲冊封下級勳位爵士，由於他獲勳的是GBE，比KBE要高級，所以被稱為「大Sir」。

### KBE勳銜
香港
- 何東爵士（1955年獲勳），香港富商。
- 李卓敏博士（1973年獲勳），香港中文大學創校校長，早於1967年獲CBE。[2]
- 曾蔭權爵士（1997年獲勳），前香港行政長官，早於1993年獲OBE。
- 李嘉誠爵士（2000年獲勳），香港富商，早於1989年獲CBE。
- 鄧永鏘爵士（2008年獲勳），香港商人，蘋果日報專欄作家，鄧肇堅爵士長孫，早年獲OBE。
- 高錕爵士（2010年獲勳），2009年諾貝爾物理學獎得主、前香港中文大學校長、早於1993年獲CBE。

其他
- 宋旺相爵士（1936年獲勳），海峡殖民地新加坡律師，《新加坡华人百年史》（One Hundred Years History of Chinese in Singapore）撰寫者。[3][4][5]
- 陳策將軍（1942年獲勳），中華民國海軍二級上將，1941年12月日軍進攻英屬香港時陳策帶領數十名英軍成功突圍而獲勳。[6]
- 李孝式爵士（1956年獲勳），馬來亞開國元老。
- 丹斯里張曉卿（2009年獲勳），馬來西亞大亨、香港明報企業集團主席。[7]

### DBE勳銜
- 鄧蓮如女男爵（1989年獲勳），前行政立法兩局首席非官守議員，早於1979年獲OBE，1983年獲CBE，1990年封終身貴族。
- 王䓪鳴女爵士（1996年獲勳），前房委會主席。

### CBE勳銜
- 曹善允（1935年獲勳），民生書院創辦人之一，1928年獲OBE。
- 周埈年爵士（1938年獲勳），香港商人。
- 何甘棠（1941年獲勳），是香港望族何启东家族成员，是富商何东及何福的同母异父之弟，1928年獲OBE。[8]
- 林汉河爵士（1941年獲勳），海峡殖民地新加坡醫生和政治家，曾任首席华人非官守议员。[9]
- 孫立人（1943年獲勳），第七任中華民國陸軍總司令，因仁安羌大捷成功解救英軍而獲勳。
- 張發奎（1947年5月2日獲勳)，第四任中華民國陸軍總司令，曾擔任第四戰區總司令，保衛區域包括香港。
- 周錫年爵士（1950年獲勳），香港商人。
- 鄧肇堅爵士（1957年獲勳），香港商人，慈善家，1949年獲OBE。
- 顏成坤（1961年獲勳），中華巴士創辦人，早於1955年獲OBE。
- 利銘澤（1963年獲勳），企業家，早於1949年獲OBE （页面存档备份，存于）。
- 關祖堯爵士（1965年獲勳），律師，前香港房屋協會總幹事，早年獲OBE。
- 馮秉芬爵士（1965年獲勳），香港商人及前市政局、立法局和行政局非官守議員，早年獲OBE。
- 唐炳源（1970年獲勳），南海纱厂创办人，1964年和1968年分别获香港政府委任为立法局和行政局非官守议员，有“纺织大王”之称，1967年獲OBE。
- 胡百全（1973年獲勳），前行政、立法兩局非官守議員，前九巴副董事長。
- 徐家祥（1973年獲勳），香港首名華人官學生，前任副華民政務司，1944年獲MBE及1968年獲OBE[10][11]
- 邵逸夫爵士（1974年獲勳），邵氏兄弟的創辦人之一，後於1977年獲冊封下級勳位爵士。
- 張奧偉爵士（1976年獲勳），第一位華人御用大律師，前香港賽馬會主席，1972年獲OBE。
- 利國偉爵士（1977年獲勳），恆生銀行前董事長，1988年為下級勳位爵士。
- 方心讓爵士（1979年獲勳），前行政立法兩局非官守議員及骨科醫生，聖保祿醫院院長。
- 李福和（1979年獲勳），前行政局及立法局議員。
- 何鴻鑾（1981年獲勳），前社會事務司。
- 羅德丞（1982年獲勳），前行政立法兩局議員，早於1976年獲OBE。
- 馬臨（1983年獲勳），前香港中文大學校長。
- 林思顯（1986年獲勳），銀行家。
- 施偉賢爵士（1987年獲勳），香港御用大律師、前香港立法局主席，早於1980年獲OBE。
- 李鵬飛（1988年獲勳），前立法局首席議員，早於1982年獲OBE。
- 曹廣榮（1989年獲勳），前政務司。
- 胡法光（1989年獲勳），前立法局議員。
- 張人龍（1991年獲勳），著名新界鄉紳，前新界鄉議局主席，前區域市政局主席，前立法局議員。
- 陳方安生（1992年獲勳），首位華人及首位女性布政司。
- 范徐麗泰（1992年獲勳），前立法會主席，早於1988年獲OBE。
- 李國能（1992年獲勳），前香港終審法院首席法官。
- 楊啟彥（1993年獲勳），前庫務司、前教育統籌司。
- 陳祖澤（1993年獲勳），前教育統籌司，前副布政司，早於1985年獲OBE。
- 馮國經（1993年獲勳），香港商人。
- 錢果豐（1994年獲勳），香港鐵路有限公司主席，前行政會議成員。
- 黃錢其濂（1994年獲勳），前衛生福利司、前立法局議員。
- 孫明揚（1994年獲勳），前教育局局長。
- 周德熙（1995年獲勳），前工商局局長。
- 陳坤耀（1995年獲勳），前嶺南大學校長。
- 吳家瑋（1996年獲勳），香港科技大學創校校長。
- 許淇安（1997年獲勳），前香港警務處處長。
- 葉錫安（1997年獲勳），香港賽馬會主席，前立法局議員、前香港律師會會長。
- 黎慶寧（1997年獲勳），前保安司。
- 梁寶榮（1997年獲勳），前規劃環境地政司。
- 張健利（1997年獲勳），香港資深大律師、前行政局非官守議員。
- 麥列菲菲（1997年獲勳），香港醫學教授、前立法局非官守議員，早於1991年獲OBE。
- 吳榮奎（1997年獲勳），前運輸局局長。
- 蕭炯柱（1997年獲勳），前規劃環境地政局局長。
- 何鴻章（2001年獲勳），香港商人。
- 張榮發（2006年獲勳），臺灣長榮航空及長榮海運創辦人。
- 潘迪生（2007年獲勳），香港商人。
- 梁辛尼（Sonny Leong，2014年獲勳），华人工党主席。[12]

#### 日期不詳
- 張有興，首位華人市政局主席，早年獲OBE。

### OBE勳銜
- 林文慶（1918年獲勳），廈門大學第二任校長。
- 何甘棠（1928年獲勳），怡和洋行買辦。[8]
- 胡文虎（1938年獲勳），新加坡慈善家，創辦《星洲日報》、《星島日報》、《星暹日報》、《星檳日報》（今《光明日报》）及《英文虎報》等，並擁有虎標萬金油為代表產品的製藥行虎標永安堂。[13]
- 徐亨（1942年獲勳），陳策副官[6]。
- 蔡杨素梅（1946年獲勳），知名新加坡前立法議會議員，2006年去世。[14]
- 張郁才（英语：Cheong Yoke Choy）（1946年獲勳），1935-1942年擔任马来亚首任中華大會堂總理，殖民地政府委任他為華人參事員，受贈太平局紳及1946年获封O.B.E.勛銜，1958年去世。[15][16]
- 王秉惠（1954年獲勳），1948年任马来亚联合邦霹雳州天定南华中学（今马来西亚霹雳州曼絨南华独中）董事长、1949年任天定三山倶乐部（今三山同鄉會）会长。[17][18][19]
- 劉振藩（1955年獲勳），英屬砂拉越公務員。[20]
- 林子豐（1957年獲勳），香港培正中學校長。
- 劉韻仙（英语：Liew Yuen Sien）（1958年獲勳），新加坡教育家。[21]
- 謝雨川（1958年獲勳），香港立法局議員、商家及聖保羅書院同學會會長，同時獲太平紳士。
- 陳立訓（1960年獲勳），福華銀行創辦者兼首任董事主席，1977年任馬來西亞砂拉越詩巫省華人天猛公。[22]
- 鄧炳輝（1962年獲勳）
- 何鴻超（1966年獲勳），醫務衛生署高級專科醫務人員。
- 容啟東（1966年獲勳），香港中文大學首任副校長。
- 黃宣平（1967年獲勳）
- 鄭棟材（1967年獲勳）
- 司徒惠（1967年獲勳）
- 唐炳源（1967年獲勳）
- 彭定祥（1968年獲勳[10]）醫生，香港警方罪證化驗室及香港大學醫學院法醫系所創辦者。[23]
- 趙聿修（1969年獲勳），早年獲MBE。
- 胡鴻烈（1976年獲勳），樹仁大學創校人。
- 王霖（1978年獲勳），前立法局議員，九龍巴士公司公關主任。
- 黎明（1978年獲勳[24]），政府新聞處首位华人处長，林语堂次女婿。
- 金庸（1981年獲勳），作家。
- 藍新福（1981年獲勳），1977年至1984年任香港政府医务卫生署副署长（医务），来自马六甲。
- 鄔維庸（1983年獲勳），香港基本法起草委員會委員。
- 周厚澄（1984年獲勳），荃灣區議會主席。
- 周梁淑怡（1985年獲勳），前立法會議員。
- 何鴻燊（1990年獲勳），港澳商人。
- 劉皇發（1990年獲勳），立法會議員，新界鄉議局主席，早年獲MBE。
- 林行止（1991年獲勳），作家。
- 李國寶爵士（1991年獲勳），香港東亞銀行主席，2005年6月他獲冊封為下級勳位爵士，同年10月放棄英國籍加入香港行政會議，但因為被冊封時有英國公民身份，他仍然可按慣例继续使用爵士稱号。
- 潘宗光（1991年獲勳），前香港理工大學校長。
- 梁智鴻（1992年獲勳），前醫院管理局主席。
- 劉健儀（1992年獲勳），前立法會議員。
- 林貝聿嘉（1993年獲勳），前立法局議員，早於1985年獲MBE。
- 鄭海泉（1994年獲勳），香港上海滙豐銀行有限公司主席。
- 李業廣（1994年獲勳），前任香港交易所主席。
- 陳啟明（1995年獲勳），香港中文大學醫學院矯形外科及創傷學系講座教授。
- 梁錦松（1995年獲勳），前財政司司長。
- 梁劉柔芬（1995年獲勳），紡織界企業家，前立法會議員。
- 李家祥（1996年獲勳），執業會計師，前立法會議員。
- 梁智仁（1996年獲勳），香港公開大學校長。
- 潘樂陶（1996年獲勳），安樂工程集團主席。
- 歐肇基（1997年獲勳），前恒生銀行執行董事、恒基陽光資產管理有限公司主席。
- 龐述英（1997年獲勳）
- 陳佳鼐（1997年獲勳）
- 鄭慕智（1997年獲勳），前立法局議員。
- 張妙清（1997年獲勳），前平等機會委員會主席。
- 張比德（1997年獲勳），前消防處處長。
- 蔣震（1997年獲勳），震雄集團創辦人。
- 周明權（1997年獲勳），前香港考試局主席。
- 戴婉瑩（1997年獲勳），前申訴專員。
- 陳馮富珍（1997年獲勳），世界衛生組織總幹事。
- 林瑞麟（1997年獲勳），前政務司司長。[25]
- 李澤培（1997年獲勳），前義務工作發展局主席。
- 李承仕（1997年獲勳），前工務局局長。
- 曾蔭培（1997年獲勳），前香港警務處處長。
- 黃鋼城（1997年獲勳）
- 陳廷驊（1997年獲勳），香港企業家。
- 金聖華（1997年獲勳），翻譯學者。
- 林兆鑫（1997年獲勳），香港大學李嘉誠醫學院前院長，於2009年承認身為公職人員行為失當，被判入獄25個月。
- 楊永強（1997年獲勳），前衛生福利及食物局局長。
- 周仰杰（2002年獲勳，Jimmy Choo），旅居英國倫敦的鞋子设计师，馬來西亞國籍。[26]
- 丘德威（2006年獲勳），倫敦飲食業鉅子[27]
- 陸恭蕙（2007年獲勳），環境局副局長，前立法局議員。
- 葉煥榮（2010年獲勳），英國葉氏兄弟企業主席, 榮業行創辦人兼董事長, 第一個進入英國富豪榜的華人
- 李德銖（2010年獲勳），植物學家，倫敦林奈學會會員[28]。
- 邓柱廷（2011年獲勳），伦敦华埠商会主席。

#### 日期不詳
- 張鑑泉，前立法局議員。
- 梁王培芳，太平紳士，女童軍慈善獎券2023籌備委員會榮譽顧問，金紫荊星章。
- 何佐芝，香港商人，香港商業廣播有限公司創辦人。
- 何承天，香港建築師。
- 梁定邦，前市政局主席，前廣安銀行董事長。
- 羅仲榮，香港商人，前行政會議成員。
- 田北俊，立法會議員。
- 黃宏發，前立法局主席。
- 葉漢，澳門賭業大亨。
- 陈木林，砂拉越僑領。[20]
- 陈何遵，砂華公會領袖。[20]
- 林守駰，砂拉越王國高官，負責寫成教育部指定课本《砂罗越国志略》。[29]
- 李道生，馬來西亞沙巴亞庇立法議員。[30]
- 黄信铿，英屬砂拉越詩巫福州公會主席（1957—1960）。[31][32]
- 王仰华，英屬砂拉越詩巫福州公會執行委員（1955—1956）、馬來西亞砂劳越中华商会联合会（1992年後改砂拉越中华总商会）首屆委員。[31][33][34]

### MBE勳銜
- 黃作梅（1947年獲勳）， 港九大隊國際聯絡組負責人，迄今唯一一位獲勳的中國共產黨黨員[35]。
- 李葆葵（1959年獲勳），是香港望族李陞家族成员，1959年獲MBE。[36]
- 莫幹生（1959年獲勳），太古洋行買辦。
- 潘仁昌（1966年獲勳），《工商日報》總編輯。
- 陳漢賢（1967年獲勳）
- 張作登（1967年獲勳）
- 何蔭璇（1967年獲勳）
- 傅禮安（1967年獲勳）
- 梁忠義（1967年獲勳）
- 林繼振（1967年獲勳），前東華三院總理。
- 陳超常（1967年獲勳），前保良局主席。
- 張瑞榮（1967年獲勳）
- 張謝琮賢（1967年獲勳）
- 孫秉樞（1967年獲勳）
- 黃秉乾（1967年獲勳）
- 袁翔雲（1967年獲勳）
- 黃湛（1967年獲勳）
- 梁乃康（1967年獲勳）
- 張紹桂（1968年獲勳），高級教育官。
- 方潤華（1968年獲勳），前東華三院總理。
- 鄺命光（1968年獲勳）
- 林植豪（1968年獲勳）
- 岑才生（1968年獲勳），《華僑日報》經理。
- 徐添福（1968年獲勳）
- 禤偉靈（1968年獲勳），香港培道中學前校長。
- 許慧嫻（1968年獲勳），香港大學化學系講師。
- 張錦添（1969年獲勳）
- 周有（1969年獲勳）
- 李孟標（1969年獲勳）
- 梁錫洪（1969年獲勳）
- 羅徵勤（1969年獲勳）
- 汪彼得（1969年獲勳）
- 張枝繁（1971年獲勳）
- 曾昭仁（1971年獲勳）
- 余祿祐（1971年獲勳）
- 陳德俊（1971年獲勳）
- 夏鎮國（1971年獲勳）
- 呂壽琨（1971年獲勳）
- 葉元章（1971年獲勳）
- 何祥友（1972年獲勳），香港職業足球員。
- 唐余湘畹（1977年獲勳），香港教育家。
- 梁醒波（1977年獲勳），著名粵劇演員，有「丑生王」美譽。
- 新馬師曾（1978年獲勳），著名粵劇演員，有「文武生王」、「慈善伶王」美譽。
- 張義（1979年獲勳），香港著名雕塑家。
- 趙少昂（1980年獲勳），國畫大師。
- 關德興（1981年獲勳），著名粵劇演員，武打明星。
- 顧嘉煇（1982年獲勳），香港著名作曲家。
- 劉嘉敏（1984年獲勳），前政府電腦資料處理處首長、前香港個人資料私隱專員。
- 黃作 牧師（1984年獲勳），前香港基督教循道衛理聯合教會首任會長[37]。
- 廖慶齊（1984年獲勳），香港太空館首任館長。
- 胡永輝（1989年獲勳），香港商人。
- 成龍（1989年獲勳），著名電影演員。
- 鍾偉明（1992年獲勳），香港電台資深傳媒人。
- 周一嶽（1995年獲勳），前食物及衞生局局長，平等機會委員會主席。
- 莊陳有（1995年獲勳），香港樂施會前總幹事，香港大學學生發展總監。[38]
- 許晉奎（1996年獲勳），香港商人，前香港足球總會主席。
- 周湛樵（1997年獲勳），前香港輔助警察隊總監。
- 趙振邦（1997年獲勳），香港商人，保良局前主席（1980年－1981年)，保良局顧問局成員。
- 李麗珊（1997年獲勳），奧運會金牌得主。
- 蕭芳芳（1997年獲勳），著名電影演員。
- 徐尉玲（1997年獲勳），香港中樂團理事會主席。
- 黃安源（1997年獲勳），著名二胡演奏家。
- 徐華民（1998年獲勳）美籍華人，紐約國際人權律師，華人核物理學家吳健雄之律師，曾任北京故宮博物院在美律師，協助英國政府保障英國海外臣民之法律權益獲勳。
- 杨希雪（2008年獲勳），英国华裔画家。
- 李安鈴（2008年獲勳），台灣人士。
- 谢锦霞（Katy Tse Blair，2014年獲勳），英国华人工党的创始人之一、英国前首相托尼·布莱尔的嫂子。[12]

#### 日期不詳
- 蔡陳葆心，證券商人。
- 李鳳英，前立法會議員。
- 何鍾泰，前立法會議員。
- 廖秀冬，前環境運輸及工務局局長。
- 黃秉槐，前立法局議員。
- 余錦基，香港商人，前香港足球總會主席。
- 謝俊謙，香港大學計算機科學系教授。

## 曾獲大英帝國勳章知名人士

### GBE勳銜
- 伊麗莎白皇后（1929年獲勳），喬治六世皇后。
- 根德公爵夫人馬利納郡主（1937年獲勳），英國皇室成員。
- 威爾遜勳爵（1941年獲勳），英國陸軍元帥。
- 斯利姆子爵（1946年獲勳），英國軍事指揮官和第十三任澳大利亚总督，早於1942年獲CBE。
- 蒙巴頓伯爵夫人埃德溫娜·蒙巴頓（1948年獲勳），末代英屬印度副王路易·蒙巴頓夫人。
- 愛丁堡公爵（1953年獲勳），英女皇伊利沙伯二世皇夫。
- 夏慤爵士（1953年獲勳），英國皇家海軍少將，早於1940年獲CBE。
- 麥理浩勳爵（1976年獲勳），前香港總督，早於1946年獲MBE。
- 雷利·史考特（2024年獲勳），電影導演，早於2003年獲下級勳位爵士。
- 卡米拉皇后（2024年獲勳），查理斯三世皇后。

### KBE勳銜
- 溫弗雷德·斯托克斯（英语：Wilfred Stokes）爵士（1917年獲勳），於1915年開發斯托克斯式戰壕迫擊炮迫擊炮。
- 施勳爵士（1923年獲勳），前香港輔政司。
- 修頓爵士（1933年獲勳），前香港輔政司。
- 郝德傑爵士（1935年獲勳），前香港總督，早於1926年獲CBE。
- 陶法阿豪·圖普四世（1958年獲勳），湯加第4任國王。
- 梅紐因勳爵（1965年獲勳），美国小提琴家，他於1965年以外國人身份獲KBE，不稱為爵士；1985年，他獲頒授英國國籍，因而被尊稱為爵士；1993年，他再被冊封為終身貴族，位列男爵，敬稱為勳爵，爵位比爵士高。
- 郭伯偉爵士（1968年獲勳），前香港財政司，早於1960年獲OBE。
- 喬治·索爾蒂爵士（1971年獲勳），匈牙利指揮家，1972年成為英國公民，可用「爵士」頭銜。
- 查理·卓別林爵士（1975年獲勳），喜劇泰斗和導演，英國政府早在1956年冷戰期間建議授勳於他，但他本人憐憫共產思想，此建議被外交部否決 （页面存档备份，存于）。
- 尤金·奧曼迪（1976年獲勳），匈牙利指揮家和小提琴手。
- 姬達爵士（1979年獲勳），香港前廉政專員。
- 希治閣爵士（1980年獲勳），美國電影導演，英國出生，1980年獲勳，但其本人在獲女皇親自冊封前逝世；他在1956年獲美國公民權時沒有放棄英國臣民身份，因而可尊稱為爵士。
- 夏鼎基爵士（1980年獲勳），前香港財政司、布政司。
- 陳仲民爵士（1981年獲勳），前巴布亞紐幾內亞總理。
- 彭勵治爵士（1983年獲勳），前香港財政司，早於1976年獲OBE。
- 鍾逸傑爵士（1985年獲勳），前香港布政司。
- 鮑勃·格爾多夫（1986年獲勳），愛爾蘭歌手。
- 霍德爵士（1988年獲勳），前香港布政司。
- 翟克誠爵士（1989年獲勳），前香港財政司，早於1981年獲OBE。
- 盛田昭夫（1992年獲勳），索尼公司創辦人之一。
- 麥高樂爵士（1994年獲勳），前香港財政司，早於1992年獲CBE。
- 比利（1997年獲勳），巴西足球員。
- 鲍勃·霍普（1998年獲勳），英國出生的喜剧演员，但後來入籍美國時放棄英籍，早於1976年獲CBE。
- 史提芬·史匹堡（2001年獲勳），美國电影导演。
- 魯道夫·朱利安尼（2002年獲勳），前纽约市长。
- 艾伦·格林斯潘（2002年獲勳），前美联储主席。
- 羅渣·摩亞爵士（2003年獲勳），演員，早於1999年獲CBE。
- 蒂姆·伯納斯-李爵士（2004年獲勳），全球資訊網的發明者。
- 西蒙·維森塔爾（2004年獲勳），猶太人大屠殺的倖存者，畢生致力追查納粹黨人和蒐證。
- 比尔·盖茨（2005年獲勳），微软总裁。
- 強納生·保羅·伊夫（2012年獲勳），蘋果公司工業設計部門副總裁，早於2006年獲CBE。
- 麥克·彭博（2014年獲勳），前紐約市長。
- 阿歷克·舍布魯克（2023年獲勳），北約議會大會副主席。

### DBE勳銜
- 阿嘉莎·克莉絲蒂女爵士（1971年獲勳），英國偵探小說作家。
- 瓊·蘇瑟蘭女爵士（1978年獲勳），澳大利亞歌劇女高音，早於1961年獲CBE。
- 凱瑟琳·蒂澤德女爵士（1985年獲勳），前紐西蘭總督。
- 西爾維亞·卡特賴特女爵士（1989年獲勳），前紐西蘭總督。
- 瑪姬·史密斯女爵士（1990年獲勳），演員。
- 伊莉莎白·舒瓦茲科普夫女爵士（1992年獲勳），德裔歌劇歌曲演員。
- 伊莉沙伯·泰萊女爵士（1999年獲勳），演員。
- 約瑟琳·貝爾·伯奈爾女爵士（1999年獲勳），天文學家。
- 茱莉·安德丝女爵士（2000年獲勳），演員。
- 珍·古德女爵士（2003年獲勳），英國生物學家、動物行為學家和著名動物保育人士，早於1995年獲CBE。
- 海倫·美蘭女爵士（2003年獲勳），演員。
- 薇薇安·魏斯伍德女爵士（2006年獲勳），英國時裝設計師。
- 安娜·溫特女爵士（2017年獲勳），英國雜誌編輯。
- 莎拉·吉爾伯特女爵士（2021年獲勳），英國疫苗學家。
- 勞拉·肯尼女爵士（2022年獲勳），英國自由車運動員。
- 弗洛拉·達菲女爵士（2022年獲勳），英國三項全能運動員。

### CBE勳銜
- 內維爾勳爵（1919年獲勳），英國空軍元帥。
- 科林·戴維斯爵士（1965年獲勳），英國指揮家，1980年成為爵士。
- 哈羅德·品特（1966年獲勳），英國劇作家。
- 高登爵士（1968年獲勳），香港立法局和行政局非官守議員，早於1965年獲OBE，1972年成為爵士。
- 愛德華多·包洛奇爵士（1968年獲勳），義大利裔英國雕塑家，1989年成為爵士。
- J·R·R·托爾金（1972年獲勳），英國作家。
- 卜比·查爾頓爵士（1973年獲勳），英格蘭著名足球員，早於1969年獲OBE。
- 大衛·阿騰勃羅爵士（1974年獲勳），英國廣播公司電視節目主持及製作人。
- 韓達德勳爵（1974年獲勳），英國政治家、後來曾任外相和獲封終身貴族。
- 約翰·普羅富莫（1975年獲勳），普羅富莫事件主角，早於1944年獲OBE。
- 李察·邦尼（1977年獲勳），澳大利亞著名的指揮家。
- 杜葉錫恩（1977年獲勳），前香港立法局議員。
- 羅保爵士（1978年獲勳），前香港市政局、行政局及立法局議員，早於1972年獲OBE。
- 伊恩·麦克莱恩爵士（1979年獲勳），英國演員。
- 史提芬·霍金（1982年獲勳），英國著名物理學家。
- 賽門·拉圖爵士（1987年獲勳），英國著名指揮家。
- 浦偉士爵士（1990年獲勳），滙豐集團前主席。
- 亞歷克斯·弗格森爵士（1995年獲勳），足球教練，早於1983年獲OBE。
- 艾爾頓·約翰爵士（1996年獲勳），英國歌手。
- 列顯倫（2000年獲勳），香港法官，早於1989年獲OBE。
- 約翰·查爾斯（2001年獲勳），威爾斯足球員。
- 博比·罗布森（2002年獲勳），足球球员、主教练。
- Bee Gees三兄弟（2002年獲勳），英国著名家族乐隊。
- 亞倫·帕克爵士（2002年獲勳），英國電影導演。
- 约翰·加利亚诺（2002年獲勳），英国时装设计师。
- 蜷川幸雄（2002年獲勳），日本導演及演員。
- 亞歷山大·麥昆（2003年獲勳），著名服裝設計師。
- 埃里克·克莱普顿（2004年獲勳），英國結他手、歌手和作曲家。
- 布赖恩·梅（2005年獲勳），英国摇滚乐团体皇后吉他手。
- 艾爾敦（2005年獲勳），香港上海滙豐銀行有限公司前主席。
- 尼格尔·曼塞尔（2011年獲勳），英国一级方程式车手。
- 安东尼·弗朗西斯·费南德斯（2011年獲勳），馬來西亞亞洲航空首席执行官。[39]
- 柯林·佛斯（2012年獲勳），英国演員。
- 海倫娜·寶漢·卡特（2012年獲勳），英国演員。
- 路雲·雅堅遜（2013年獲勳），英国喜劇演員。
- 布拉德利·威金斯（2013年獲勳），英国自行車運動員。
- 班奈狄克·康柏拜區（2015年獲勳），英国演員。
- 曉·萊利（2018年獲勳），英国演員。
- 史黛拉·麥卡尼（2022年獲勳），英国時裝設計師。
- 罗伊·霍奇森（2022年獲勳），英国足球教练。
- 克里斯蒂安·霍納（2024年獲勳），英國賽車手、車隊主席，早於2013年獲OBE。

### OBE勳銜
- 修頓爵士夫人，前香港女童軍總會總監。
- 韋爾遜勳爵（1945年獲勳），前英國首相。
- 柏立基爵士（1949年獲勳），前香港總督，早於1948年獲MBE。
- 白嘉時（1954年獲勳），前香港輔政司。
- 湯·芬尼爵士（1961年獲勳），英國足球運動員。
- 羅樂民爵士（1961年獲勳），前香港輔政司。
- 喬·戴維斯（1963年獲勳），英國職業士碌架選手。被譽為「現代士碌架之父」。
- 紐寶璐（1963年獲勳），香港英華書院校長。
- 傑克·查爾頓（1974年獲勳），英格蘭足球運動員。
- 比爾·香克利（1974年獲勳），英國足球運動員。
- 埃姆林·休斯（1980年獲勳），英格蘭足球運動員。
- 凱文·基岡（1982年獲勳），英格蘭足球運動員。
- 加里·帕莱斯特（1998年獲勳），英國足球運動員。
- 泰瑞·普萊契（1998年獲勳），英國作家。
- 簡·西摩（1999年獲勳），英國女演員。
- 艾德敦（2000年獲勳），英國知名指揮。
- J·K·羅琳（2000年獲勳），英國作家。
- 史蒂夫·戴維斯（2001年獲勳），英國職業士碌架選手，早於1998年獲MBE。
- 阿蘭·希勒（2002年獲勳），英格蘭足球員。
- 阿爾塞納·溫格（2003年獲勳），法國著名足球教練。
- 碧咸（2003年獲勳），英格蘭著名足球員。
- 皮爾斯·布魯斯南（2003年獲勳），愛爾蘭裔美籍電影演員。
- 热拉尔·乌利耶（2003年獲勳），法國足球教練。
- 强尼·威尔金森（2004年获勋），前英格兰国家橄榄球队队长，率领英格兰夺得2003年橄榄球世界杯（橄榄球世界杯是仅次于IOC奥运会、FIFA世界杯的世界第三大赛事），决赛中，在剩下26秒，威尔金森射进了定点球，以20-17击败对手，率领英格兰夺得第一个世界杯冠军。
- 戈登·拉姆齊（2006年獲勳），蘇格蘭廚師、餐廳老闆。
- 萊恩·吉格斯（2007年獲勳），威爾士足球員。
- （2007年獲勳），教練及前威爾士足球員。
- 凯莉·米洛（2008年獲勳），澳洲歌手、作曲家、演员。
- 罗斯·布朗（2010年获勋），英国一级方程式车队技术总监。
- 亞德里安·紐維（2011年获勋），英国一级方程式车队技术总监。
- 蓋瑞·巴洛（2012年获勋），英国歌手、曲作家。
- 安迪·穆雷爵士（2013年獲勳），英國网球运动员，後於2017年成為下級勳位爵士。
- 艾迪·瑞德曼（2015年獲勳），英國演員。
- 羅尼·奧沙利文（2016年獲勳），英國士碌架選手。
- 戴蒙·亞邦（2016年獲勳），英國音樂人、作曲家。
- 貝爾·吉羅斯(2019年獲勳)  ,  英國探險家、作家和電視主持人。
- 陶比·瓊斯（2021年獲勳），英國演員。
- 湯姆·戴利（2022年獲勳），英國跳水運動員。
- 馬克斯·惠特洛克（2022年獲勳），英國體操運動員。
- 利亞·威廉森（2023年獲勳），英格蘭女子足球代表隊隊長，率領英格蘭奪得2022年歐洲女子足球錦標賽冠軍。

#### 日期不詳
- 克勞德·奧金萊克爵士，英國陸軍元帥。
- 夏佳理，前香港立法會議員。
- 詹伯樂，九廣鐵路公司行政總裁
- 艾華士，二次大戰英國退伍軍人，日軍俘虜。戰後致力搜集日本侵華證據，早年曾獲MBE。
- 戴蒙·希爾，英國賽車手。
- 加利·連尼加，英格蘭足球運動員。
- 苗學禮，港府官員。
- 鮑勃·佩斯利，英格蘭足球運動員。
- 布萊恩·羅布森，英格蘭足球運動員。
- 彼德·希爾頓，英格蘭足球運動員，早年曾獲MBE。
- 戈登·斯特羅恩，蘇格蘭足球員。
- 杰奎琳·杜·普蕾，大提琴演奏家。

### MBE勳銜
- 胡安·普约尔·加西亚（1944年獲勳），前納粹德國間諜暨英國軍情五處雙重間諜，為極少數在第二次世界大戰期間同時獲得交戰雙方勳章（鐵十字勳章與大英帝國勳章）的人士。
- 希思爵士（1946年獲勳），前英國首相。
- 尤德爵士（1949年獲勳），前香港總督。
- 保罗·麦卡特尼爵士（1965年獲勳），披頭四樂隊成員，他在1965年連同樂隊其餘3名成員一同獲勳，但其爵士頭銜是因為他在1997年成為下級勳位爵士而來。
- 約翰·連儂（1965年獲勳），披頭四樂隊成員，但到了1969年，因為反對英國政府對不同戰爭的立場，他把勳章退回頒授者英女皇。[40]
- 吉奧夫·赫斯特爵士，（1975年獲勳），英格蘭足球員，後於1998年成為下級勳位爵士。
- 郭慎墀（1976年獲勳），香港拔萃男書院第七任校長。
- 尼古拉斯·溫頓爵士（1983年獲勳），倫敦證券交易所交易員、人道主義者，後於2002年成為下級勳位爵士。
- 郭利民（1987年獲勳），香港資深唱片騎師。
- 潘靈卓（1988年獲勳），宣教士，在1966年從英國到香港幫助當時住在九龍城寨的吸毒者、妓女及邊緣青年行回正路。
- 史蒂芬·亨得利（1994年獲勳），英國士碌架選手。
- 吉米·懷特（1999年獲勳），英國士碌架選手。
- 戴圖理（2000年獲勳），騎師。
- 真田廣之（2000年獲勳），好莱坞演员，曾出演英国皇家莎士比亚剧团的《李尔王》，该剧由日本国宝级戏剧导演蜷川幸雄执导，而真田广之是演员之中唯一的日本人。[41]
- 彼得·舒梅切爾（2001年獲勳），丹麥足球員。
- 傑米·奧利弗（2003年獲勳），英國著名廚師。
- 马克·威廉姆斯（2004年獲勳），英國士碌架選手。
- 萊斯·費迪南德（2005年獲勳），英格蘭足球員。
- 史蒂文·杰拉德（2006年獲勳），英格蘭足球員。
- 亨里克·拉松（2006年獲勳），瑞典足球員。
- 舒寧咸（2007年獲勳），英國足球員。
- 約翰·希金斯（2008年獲勳），英國士碌架選手。
- 路易斯·漢米爾頓（2009年获勋），英国一级方程式车手，後於2021年成為下級勳位爵士。
- 简森·巴顿（2010年获勋），英国一级方程式车手。
- 愛黛兒（2013年獲勳），英國歌手。
- 凱莉·瑪修斯（英语：Cerys Matthews）（2013年獲勳），英國歌手。
- 約翰·巴洛曼（2014年獲勳），美國演員 (英美雙重國籍)。
- 默希濂（2016年獲勳），澳門大學助理教授。
- 杰克·劳格赫（2017年獲勳），英國跳水運動員。
- 克里斯·米尔斯（2017年獲勳），英國跳水運動員。
- 馬克斯·惠特洛克（2017年獲勳），英國體操運動員。
- 賈斯汀·羅斯 （2017年獲勳），英國高爾夫球選手。
- 哈利·簡尼 （2019年獲勳），英格蘭足球員。
- 馬古斯·拉舒福特 （2020年獲勳），英格蘭足球員。
- 克雷格·大衛 （2021年獲勳），英國歌手。
- 喬丹·亨德森 （2021年獲勳），英格蘭足球員。
- 馬提·李（2022年獲勳），英國跳水運動員。
- 加雷斯·貝爾 （2022年獲勳），威爾斯足球員。
- 安德魯·羅伯森（2023年獲勳），蘇格蘭足球運動員。
- Jisoo （2023年獲勳），韓國歌手，BLACKPINK成員。
- Jennie （2023年獲勳），韓國歌手，BLACKPINK成員。
- Rosé （2023年獲勳），韓國/紐西蘭歌手，BLACKPINK成員。
- Lisa （2023年獲勳），泰國歌手，BLACKPINK成員。

#### 日期不詳
- 托尼·亞當斯，英格蘭足球員。
- 肯尼·達格利什，蘇格蘭足球員。
- 伊恩·拉什，威爾斯足球員。

## 注腳
1. ↑  . （原始内容存档于2007-03-27）.
2. ↑  . NUS Libraries.   [2018-01-03]. （原始内容存档于2019-12-07）.
3. ↑  宋旺相(Sir Song Ong Siang,1874-1941) （页面存档备份，存于）National University Singapore Library，2008年9月25日
4. ↑  李元瑾博士： 《新加坡华人百年史》有缺憾也有贡献 （页面存档备份，存于）早報，2017年8月7日
5. ↑  新加坡东南亚研究文献资源：收藏、整理与利用 以新加坡国立大学图书馆为中心的讨论 pg.6[永久]開世覽文 中國高校人文科學文獻中心
6. 1 2  . （原始内容存档于2007-07-08）.
7. ↑  董事會簡歷 （页面存档备份，存于）世界華文媒體有限公司
8. 1 2
9. ↑  "Supplement to Issue 35184 （页面存档备份，存于）"London Gazette p.3296，1941年6月6日
10. 1 2  元旦授勳名單 《華僑日報》 1968年1月1日 第4頁
11. ↑  Paul Ka-cheung TSUI (aka BAAG No. 65) 1916-1994 （页面存档备份，存于）Gwulo-Old Hong Kong，2012年2月25日
12. 1 2  英公布女王寿辰授勋名单 两位华人上榜 （页面存档备份，存于）BBC，2014年6月14日
13. ↑  一九三八年馬來亞敍勳表昨由憲報刊出胡文虎等榮膺英帝國勳章OBE政治部華籍探長王振玉榮獲警察獎章國家圖書館 (新加坡)—南洋商報，1938年1月2日
14. ↑  新加坡二战抗日女英雄蔡杨素梅病逝 享年96岁 （页面存档备份，存于）搜狐新闻，2006年9月15日
15. ↑  張郁才 （页面存档备份，存于）雪隆广肇会馆
16. ↑  吉隆張郁才獲得OBE榮街南洋商报，1946年6月15日
17. ↑  第7页 广告 专栏 2國家圖書館 (新加坡)—南洋商報，1954年1月21日
18. ↑  学校简史 （页面存档备份，存于）南华独中
19. ↑  曼絨三山同鄉會史略： （页面存档备份，存于）曼絨三山同鄉會
20. 1 2 3  《闽潮波澜》系列21 政商关系(完) 陈木林任9年主席 潮商气势凌驾闽商 （页面存档备份，存于）國際時報，2008年8月26日
21. ↑  对华社文教界影响深远 刘韵仙谭幼今荣登杰出妇女荣誉榜 （页面存档备份，存于）聯合早報，2019年1月22日
22. ↑  本產銀行難逃被收購合併 （页面存档备份，存于）國際時報，2015年4月21日
23. ↑  Alumni News - Recent News （页面存档备份，存于）香港大學醫學院校友會，2005年
24. ↑  "Supplement to Issue 47549", London Gazette, 2 June 1978, p.18.
25. ↑  "Supplement to Issue 54794 （页面存档备份，存于）", London Gazette, 13 June 1997, p.25.
26. ↑  时尚指标周仰杰入主海鸥董事局The Edge Markets，2016年10月14日
27. ↑  . （原始内容存档于2007-02-11）.
28. ↑  . （原始内容存档于2010-11-29）.
29. ↑  詩巫福州公會 （页面存档备份，存于）詩巫華人社團大觀，2019年
30. ↑  沙巴客家人 （页面存档备份，存于）客家世界網
31. 1 2  闽侨开发东南亚史略[]台灣大陸同鄉會文獻數據庫，2019年
32. ↑  历届理事列表 （页面存档备份，存于）詩巫福州公會，2015年1月1日
33. ↑  第四届理事名单詩巫福州公會，2015年1月1日
34. ↑  會史 （页面存档备份，存于）砂中總網，2019年
35. ↑  . （原始内容存档于2007-09-29）.
36. ↑  上半山．下中環：一個城區的蛻變 （页面存档备份，存于）Google Books，2017年7月13日
37. ↑   (PDF).   [2019-09-11]. （原始内容存档 (PDF)于2019-07-18）.
38. ↑   https://web.archive.org/web/20160304100538/http://www.eduplus.com.hk/eduguide/ep2_issue.jsp?articleID=397&issueNumber=30. （原始内容存档于2016-03-04）. 缺少或|title=为空 (帮助)
39. ↑  掌舵亚航促进马英关系．东尼获英女王颁勋章 （页面存档备份，存于）星洲網，2011年4月1日
40. ↑  这位巨星竟沦为好莱坞龙套？1905 App，2021年7月18日